# Darci Lynne
Darci Lynne Farmer (* 12. Oktober 2004 in Oklahoma City, Oklahoma), kurz Darci Lynne, ist eine US-amerikanische Bauchrednerin und Sängerin.
Im Alter von 10 Jahren bekam Darci Lynne von ihren Eltern ihre erste Bauchrednerpuppe geschenkt. Im Alter von zwölf Jahren gewann sie 2017 die 12. Staffel America’s Got Talent. Damit war sie die dritte weibliche Gewinnerin, die dritte nicht-erwachsene Gewinnerin, und es war auch das dritte Mal, dass die Show mit Bauchreden gewonnen wurde. 2019 wurde sie zudem Zweitplatzierte in der 1. Staffel von America's Got Talent: The Champions. Ihre dabei in beiden Shows eingesetzten Puppen, die sich sowohl mit ihr unterhalten als auch singen, sind Petunia, eine weiße Häsin, Oscar, eine nervöse Maus, und Edna Doorknocker, eine freche ältere Dame.
Darci Lynne wurde als drittes von vier Kindern von Clarke und Misty Farmer geboren. Sie hat drei Brüder, Nick, Dalton und Nate. Die Familie ist sehr gläubig. Sie besuchte die Deer Creek Middle School in Edmond, Oklahoma.